# Антон Росетті
Антон Росетті (рум. Antonie Ruset, справжнє ім'я — Кіріце Драко) — господар Молдовського князівства з 10 листопада 1675 по листопад 1678.

## Історія
Рід Росетті — греко-левантинського, східно-середземноморського походження. Можливі написання прізвища — Русе (Ruset), Русет (Ruset), Русетті (Rusetti), Росетті (Rosetti). Молдовський боярин, грек за походженням.
Антон Росетті — син Лазаря (Ласкаріса) Росетті і Белли, дочки Андроніка Кантакузіно.
До Молдови він прибув до 1661 року і допоміг зійти на престол Євстратію Добіжі, який у свою чергу зробив Росетті господарським посланцем у Порті. У 1675 році Росетті домігся свого призначення господарем Молдови, заплативши за це 60 тисяч кошелів золота та змінивши ім'я на Антоній.
Росетті був змушений враховувати інтереси не лише Туреччини, а й Польщі, для чого призначив великим логофетом пропольськи-налаштованого боярина Мирона Костіна.
29 березня 1677 переніс резиденцію Митрополії Молдови і Буковини з Сучави до Ясс, слідуючи візантійській традиції, згідно з якою духовна і світська влада повинні розташовуватися в одному і тому ж місті. Реставрував господарські церкву в Яссах, звів біля неї гігантський кам'яний хрест з написами на кирилиці. У 1906 цей хрест був перевезений в Бухарест, де знаходиться і до цього дня.
За деякими даними був убитий наприкінці свого володарювання. За іншими — у листопаді 1678 був відсторонений і викликаний у Стамбул. Там його ув'язнили і піддали тортурам: переламали кістки, вивернули суглоби, вирвали нігті, проте зберегли життя. Після звільнення колишній господар жив у Стамбулі у злиднях і помер у 1684 чи 1685 році.